# Weberocereus tunilla
Weberocereus tunilla (F.A.C.Weber) Britton & Rose es una especie de planta fanerógama de la familia Cactaceae.

## Distribución
Es endémica de Costa Rica. Es una especie muy rara en la vida silvestre.

## Descripción
Es una planta  perenne carnosa cilíndrica colgante con tallos armados de espinas,  y con las flores de color rosa.

## Sinonimia
- Cereus tunilla
- Cereus gonzalezii